# Анжуан
Анжуан, також відомий як Ндзувані та Нзвані (фр. Anjouan, араб. أنجوان) — автономний острів в Індійському океані, який є складовою частиною Союзу Коморських Островів. Столиця — місто Муцамуду. Станом на 2006 рік, його населення становить приблизно 277 тис. чоловік. Загальна площа острова — 424 квадратних кілометрів.

## Географія
Анжуан входить до Коморських островів, що лежать у Мозамбіцькій протоці Індійського океану. Поблизу острова у грудні 1952 року було спімайно другий в історії екземпляр риби латимерії, яка вважалася вимерлою.

### Клімат
Максимальні температури на острові діапазоні від 27 до 32 °C цілий рік. Погода тепла і волога з грудня по квітень, трохи прохолодніша з травня по листопад.

## Економіка
Острів використовує національну валюту Коморських Островів Коморський франк, яка друкується Банком Франції та видається Центральним банком Коморських Островів. Економіка острова залежить від сільського господарства і суміжних галузей, в них працює понад 80 % робочої сили. Основним продуктом харчування острова є рис, більшість з якого імпортується. Анжуан є основним експортером у світі олії іланг-іланг, що є інгредієнтом для багатьох духів.